# 풍운 (1982년 드라마)
《풍운》은 1982년 1월 10일부터 1982년 12월 26일까지 방영된 한국방송공사 대하드라마 작품이었다.

## 등장 인물

### 주연
- 이순재 : 흥선대원군 이하응 역
- 박칠용 : 고종 이형 역 (어린 시절 안정훈)
- 김영애 : 명성황후 여흥 민씨 역 (어린 시절 강수연)
- 서우림 : 여흥부대부인 민씨 역

### 조선 왕실
- 임혁 : 철종 이변 역
- 반효정 : 대왕대비 풍양 조씨 역
- 이구순 : 동궁 이척 역
- 김성근 : 동궁비 여흥 민씨 역
- 이기선 : 영보당 이씨 역
- 조남경 : 철인왕후 안동 김씨 역
- 이한승 : 이민화 역
- 이윤정 : 영혜옹주 역
- 조은덕 : 윤 상궁 역
- 이주실 : 장 상궁 역
- 안영주 : 최 상궁 역

### 개화파
- 박영목 : 박규수 역
- 박병호 : 유대치 역
- 김순철 : 이동인 역
- 신동훈 : 김옥균 역
- 김세윤 : 김홍집 역
- 황범식 : 오경석 역
- 백윤식 : 서광범 역
- 강태기 : 유길준 역
- 김영철 : 홍영식 역
- 홍요섭 : 민영익 역
- 문창길 : 지석영 역
- 정동환, 임성원 : 박영효 역 (어린 시절 민대진)
- 한현배 : 이규완 역
- 차양희 : 정난교 역
- 장기용 : 서재필 역
- 이승현 : 윤치호 역

### 대신들
- 장민호 : 김좌근 역
- 임동진 : 김병학 역
- 이신재 : 최익현 역
- 최정훈 : 김윤식 역
- 김성원 : 이최응 역
- 송재호 : 민겸호 역
- 김성겸 : 홍순목 역
- 최명수 : 김병시 역
- 윤덕용 : 어윤중 역
- 박용식 : 조두순 역
- 민지환 : 김병국 역
- 김봉근 : 윤자승 / 이하전 / 홍만식 역
- 신종섭 : 이호준 역
- 박정웅 : 민치구 역
- 정해창 : 민승호 역
- 강민호 : 민규호 역
- 김진해 : 김병기 역
- 양영준 : 김문근 / 조병세 역
- 백준기 : 조영하 역
- 반문섭 : 이세보 역
- 김해권 : 신헌 / 이인서 역
- 양재성 : 이범진 역
- 박해상 : 홍계훈 역
- 맹호림 : 김기수 역
- 김천만 : 이재면 역
- 최승철 : 안경수 / 민영목 역
- 장용 : 이재선 역
- 조재훈 : 이완용 / 홍우창 / 김순성 / 한치용 역
- 김길호 : 이유원 역
- 박승규 : 어재연 / 이재원 역
- 안대용 : 심순택 / 이장렴 역
- 송창신 : 민치상 역
- 이원종 : 심상훈 / 정원용 역
- 남성식 : 조성하 역
- 최헌철 : 민태호 역
- 이환지 : 이준용 역
- 박태서 : 이윤용 역
- 임혁주 : 민영준 역
- 김시원 : 이원일 / 강로 / 이긍선 역
- 김기진 : 한계원 / 홍순목 역
- 박규식 : 민영위 역
- 김경하 : 민응식 역
- 안형식 : 윤웅렬 / 이시원 역
- 이문환 : 김병필 역
- 유병한 : 조병식 역
- 안광진 : 민종묵 역
- 공경구 : 민영규 역
- 유병준 : 이경하 역
- 오중훈 : 윤태준 / 김흥근 / 이지원 역
- 김상락 : 이조연 역
- 엄익선 : 서승찬 역
- 송희남 : 안기영 역 (중년 시절 송석호)

### 일본
- 민욱 : 이노우에 가오루 역
- 오현경 : 하나부사 요시모토 역
- 이승호 : 이토 히로부미 역 (중년 시절 정래협)
- 박경득 : 무츠 무네미츠 / 데라시마 무네노리 역
- 박웅 : 사이온지 긴모치 역
- 이대로 : 산조 사네토미 역
- 이성웅 : 미우라 고로 역
- 정진 : 구스노세 유키히코 역
- 이정웅 : 모리야마 시게루 역
- 임병기 : 미야모토 고이치 역
- 이일웅 : 오카모토 류노스케 역
- 최길호 : 아다치 겐조 역
- 이치우 : 후쿠자와 유키치 역
- 김동훈 : 다케조에 신이치로 역
- 신종섭 : 고무라 주타로 역
- 박정웅 : 우치다 료헤이 역
- 구충서 : 구로다 기요타카 역
- 남성우 : 오토리 게이스케 역
- 김경하 : 다카히라 고고로 역
- 박용식 : 구니토모 시게아키 역
- 유승봉 : 다루이 도기치 역
- 이영 : 야마가타 아리토모 역
- 최창호 : 이토 스케유키 역
- 김윤형 : 오시마 요시마사 역
- 반문섭 : 쓰지 가쿠사부로 역
- 박태서 : 곤도 마스케 역
- 이현두 : 시바 시로 역
- 송석호 : 와다 엔지로 역
- 고희준 : 1884년 11월, 조선국 갑신정변 당시 조선국 주재 일본 공사 서기관 역
- 김효원 : 1897년 10월, 대한제국 제정 선포 당시 대한제국 주재 일본 공사 서기관 역

### 청
- 문오장 : 이홍장 역
- 김성환 : 원세개 역
- 장항선 : 마건충 역
- 양지운 : 오장경 역
- 유병준 : 마건상 역
- 기정수 : 하여장 역
- 이한수 : 황준헌 역
- 백찬기 : 정여창 역
- 김순구 : 장수성 역
- 송종원 : 주복 역

### 기타
- 김인태 : 전봉준 역
- 박재주 : 베르뇌 신부 역
- 김길호 : 최제우 역
- 강계식 : 최시형 역
- 장건일 : 손병희 역
- 한혜숙 : 추선 역
- 남일우 : 최신남 역
- 사미자 : 박마르타 역
- 김병기 : 이주회 / 안동준 역
- 맹호림 : 우범선 / 홍봉주 역
- 임병기 : 남종삼 역
- 한혜경
- 유동근 : 숭례문 문지기 / 이경직 역
- 봉혜선 : 진령군 역
- 정운용 : 현석운 / 조병갑 역
- 선우용녀 : 나합 양씨 역
- 유종근 : 박유붕 역
- 최상일 : 홍종우 역
- 이문환 : 이만손 역
- 박해상 : 김좌근 집사 역
- 김윤형 : 심동신 역
- 서상익 : 김응원 역
- 장학수 : 천희연 역
- 황민 : 하정일 역
- 이병철 : 안필주 역
- 하대경 : 장순규 역
- 정종준 : 낭인 / 이인서 하인 역
- 정진 : 김선주 역
- 최창호 : 이영구 역
- 조명남 : 박영교 역
- 하미혜 : 덕수 이씨 부인(박영교 부인) 역
- 안병경 : 이상지 역
- 고광우 : 최진수 / 조인희 역
- 양일민 : 최기달(최진수 아버지) 역
- 지계순 : 경주 손씨 부인(최진수 어머니) 역
- 장칠군 : 이풍래 역
- 박상만 : 강진규 역
- 최동균 : 이용익 역
- 한정국 : 이일직 역
- 유순철 : 초야 선비 서상섭 / 사헌부 군관 황도균 역
- 곽경환 : 초야 선비 지통갑 역
- 이종만 : 이용숙 역
- 김동완 : 어의 역
- 김정환 : 김경천 역
- 이형준 : 최경석 역
- 김종결 : 최성학(최경석 아버지) 역
- 조양자 : 원주 원씨 부인(최경석 어머니) 역
- 서영진 : 최창석(최경석 맏형) 역
- 남윤정 : 경주 정씨 부인(최경석 맏형수) 역
- 안해숙 : 경주 최씨 부인(최경석 맏누나) 역
- 김종구 : 강남득(최경석 맏자형) 역
- 임성민 : 최산석(최경석 둘째 형) 역
- 김진오 : 이필희 / 황재현 역
- 유병한 : 김춘영 역
- 안광진 : 유복만 역
- 구우룡 : 정의길 역
- 이강수 : 강명준 역
- 최승철 : 이휘림 역
- 최란 : 삼월 역 (젊은 시절 장순천)
- 박현정 : 찬모 / 주모 역
- 김혜숙 : 아지(유홍기 부인) 역
- 장희진 : 주모 역
- 전병옥 : 남수민 역
- 홍영자 : 풍산 홍씨 부인(남수민 부인) 역
- 정인철 : 남가원(남수민 외아들) 역
- 홍유진 : 달성 서씨 부인(남수민 며느리) 역
- 전호진 : 남장흡(남수민 친손자) 역
- 김명곤 : 홍희돈(남수민 손아랫처남) 역
- 이제신 : 청주 이씨 부인(남수민 손아랫처남 부인) 역
- 곽정희 : 고성 남씨 부인(남수민 여동생) 역
- 장순국 : 조대석(남수민 매제) 역
- 김현주 : 함안 조씨(남수민 생질녀) 역
- 최재성 : 오낙창(남수민 생질서) 역
- 신수강 : 감고당 이씨 역
- 이한나 : 달성군부인 서씨 역
- 채수영 : 이규원 역
- 송종원 : 이혁주 / 변원규 역
- 이두섭 : 승지 / 백성 역
- 이종우 : 이인종 역
- 신소영
- 방숙례
- 김진란
- 김동수 : 민승호 집사 역
- 윤성국 : 민영익 집사 역
- 정일모 : 유종락(심곡서원 분향사) 역
- 선동혁 : 계익돈(심곡서원 봉제 집사) 역
- 이정훈 : 장광치(심곡서원 서생) 역
- 권오현 : 박홍부(심곡서원 서생) 역
- 전현 : 조독현(심곡서원 서생) 역
- 민태원
- 한경수
- 임영식
- 안성호
- 문창근
- 전영수
- 최우백

## 에피소드 목록
※ KBS 드라마클래식 업로드 기준
- 1회, 1982년 1월 10일 동창이 밝았느냐 밤이 길고나
- 2회, 1월 17일 동이 틀 무렵
- 3회, 1월 24일 이하전의 최후
- 4회, 1월 31일 철종 승하 그 뒤
- 5회, 2월 7일 고종의 등극
- 6회, 2월 14일 불어오는 바람아
- 7회, 2월 21일 속은 세에 따라
- 8회, 2월 28일 경복궁의 소용돌이
- 9회, 3월 7일 궁중은 봄인데
- 10회, 3월 14일 불타는 셔먼호
- 11회, 3월 21일 장죽은 꺾이고
- 12회, 3월 28일 한 많은 강화섬
- 13회, 4월 4일 근정전의 하늘
- 14회, 4월 11일 쇄국의 여울목
- 15회, 4월 18일 물결은 굽이치고
- 16회, 4월 25일 고목에 새싹은 싹트는데
- 17회, 5월 2일 신미양요
- 18회, 5월 9일 척화파문
- 19회, 5월 16일 새싹은 아직 어리고
- 20회, 5월 23일 바람인가 구름인가
- 21회, 5월 30일 10년 세월
- 22회, 6월 6일 고종의 친정
- 23회, 6월 13일 창덕궁에 훈풍이 감돌고
- 24회, 6월 20일 왜관에 먹구름이
- 25회, 6월 27일 운양호 사건
- 26회, 7월 4일 강화도조약
- 27회, 7월 11일 현해탄엔 먹구름이
- 28회, 7월 18일 수신사는 돌아오고
- 29회, 7월 25일 개항의 소용돌이
- 30회, 8월 1일 이동인의 발길
- 31회, 8월 8일 껍질이 깨지는 아픔
- 32회, 8월 15일 사의 조선책략
- 33회, 8월 22일 바람이 불어오는 곳
- 34회, 8월 29일 밀사의 최후
- 35회, 9월 5일 한미수교
- 36회, 9월 12일 길고 무더운 여름
- 37회, 9월 19일 아! 대원군 자비에 오르다
- 38회, 9월 26일 머나먼 창덕궁
- 39회, 10월 3일 멀어지는 고향산천
- 40회, 10월 10일 척화비 쓰러지다
- 41회, 10월 17일 청에서 부는 바람
- 42회, 10월 24일 서양 나들이
- 43회, 10월 31일 우정국의 낙성
- 44회, 11월 7일 갑신정변 그 뒤
- 45회, 11월 14일 천진조약의 음모
- 46회, 11월 21일 대원군 돌아오다
- 47회, 11월 28일 청일전쟁
- 48회, 12월 5일 개혁의 열풍
- 49회, 12월 12일 가는 사람 오는 사람
- 50회, 12월 19일 달리며 흔들리며
- 총괄편 1부, 12월 20일 불어오는 바람아[1]
- 총괄편 2부, 12월 21일 쇄국의 여울목[2]
- 총괄편 3부, 12월 22일 개항의 소용돌이[3]
- 총괄편 4부, 12월 23일 개혁의 열풍[4]
- 51회, 12월 26일 아! 대한제국

## 같이 보기
| KBS 대하드라마                          | KBS 대하드라마                            | KBS 대하드라마                           |
| 이전 작품                               | 작품명                                    | 다음 작품                                |
| --------------------------------------- | ----------------------------------------- | ---------------------------------------- |
| 대명 (1981년 1월 5일~ 1981년 12월 28일) | 풍운 (1982년 1월 10일 ~ 1982년 12월 26일) | 개국 (1983년 1월 2일 ~ 1983년 12월 18일) |

| 백상예술대상 《TV부문 대상》 |             |                 |
| 1982년                       | 1983년 풍운 | 1984년          |
| 등신불                       | 1983년 풍운 | 신 왕오천축국전 |
|                              |             |                 |
|                              |             |                 |

| 백상예술대상 《TV부문 작품상》 |             |                                 |
| 1982년                         | 1983년 풍운 | 1984년                          |
| 등신불                         | 1983년 풍운 | MBC 베스트셀러극장, 불타는 바다 |
|                                |             |                                 |
|                                |             | (공동)                          |